# Cheiloneurus kansensis
Cheiloneurus kansensis är en stekelart som först beskrevs av Girault 1917.  Cheiloneurus kansensis ingår i släktet Cheiloneurus och familjen sköldlussteklar. Inga underarter finns listade i Catalogue of Life.